# ファルコムショップ
ファルコムショップは、かつて存在したゲームグッズ販売店である。パソコンゲーム会社の日本ファルコムが自社グッズを販売する目的で開設、1989年（平成元年）から1998年（平成10年）まで東京都渋谷区代々木で営業していた。

## 概要
開業時には大和ビル5階に位置し、1990年（平成2年）にショウエイビル2階に移転した。1990年（平成2年）夏には名古屋のパソコンショップ「コムロード」内に名古屋店も開店したが、通常ファルコムショップと言えば、代々木店のことを指す。
開業は1989年（平成元年）11月3日。自社のゲームソフト、関連商品のキャラクターグッズや小物、書籍、ポスター、音楽CD、ファルコムゲームミュージックの楽譜集などが販売されていた。店内のBGMはファルコム作品の楽曲やドラマCDが使用され、ファン同士の情報交換ノートなども店内に置いてあるなど、ファン交流の場所となっていた。また、店内で販売されていた音楽CD、ゲームソフトの中には、抽選で出演声優直筆グッズ類（色紙、ポストカードなど）はじめ、ファルコムショップ専用特典も用意されていた。
店主催のイベントとして最も知られたものにはイラストコンテストがあった。これはファルコム作品の同人イラストを競い合うというもので、1991年（平成3年）ごろから始まり、季節ごとに開催されていた。後にファルコムへ入社することになるミーちゃんこと岩崎美奈子や、「Pia♥キャロットへようこそ!!3」で知られる橋本タカシなどもコンテストに応募していた。
インターネットや通販の普及により、1998年（平成10年）3月に閉店した。
その後18年の時を経て、2016年（平成28年）6月11日に、ファルコムと同じく東京都立川市に本社を置くコトブキヤの立川本店内に「ファルコムショップin立川本店」を新たに開店する。

## その他
- ファルコムショップが入る前、ショウエイビル2階にテナントとして入っていたのは「ファイナルファンタジーシリーズ」で知られるスクウェアで、同社からライセンスを得て各社が発行していた出版物等の他、イメージイラストを使用したマグカップ等オリジナルグッズも扱っていた。
- 2009年（平成21年）現在、所在地は居食屋チェーン店「和民 代々木駅前店」となっている。
- 「イース スペシャルコレクション」[3]やセガサターン「ファルコムクラシックス」初回限定版の特典CD[4]に当時のファルコムショップの様子が収録されている。